# Territories
Territories är en låt av det kanadensiska progressive rock-bandet Rush. Den släpptes som den femte låten på albumet Power Windows  den 14 oktober 1985. Låten blev också släppt som en singel.
"Territories" blev spelad live av Rush 221 gånger. Efter 1988 spelades den inte förrän 2012 igen. Den sista gången den var spelad var den 4 augusti 2013, samma dag som "The Big Money" och "Grand Designs", två andra låtar från albumet.